# Tak Kisra

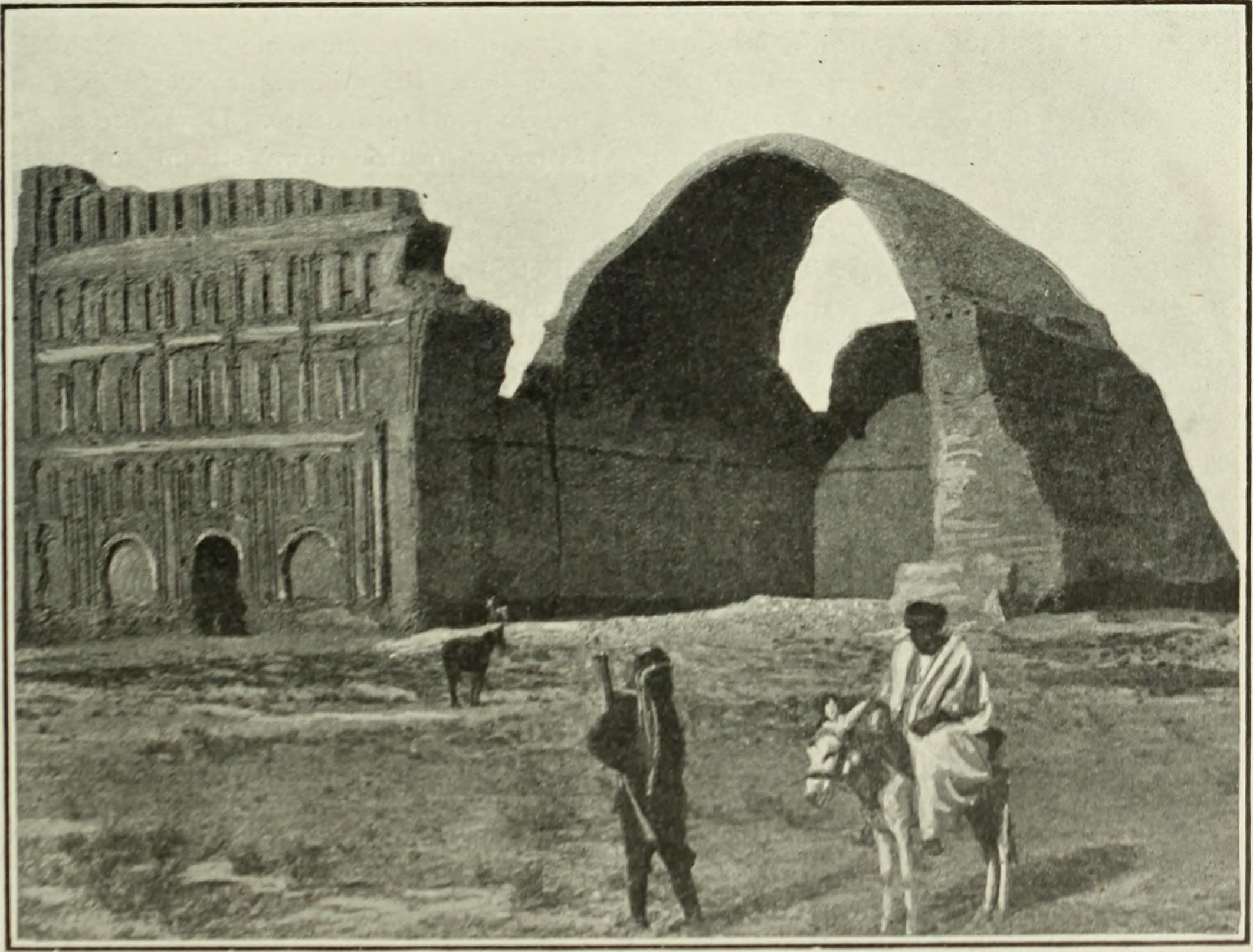
Tak Kisra, 1914

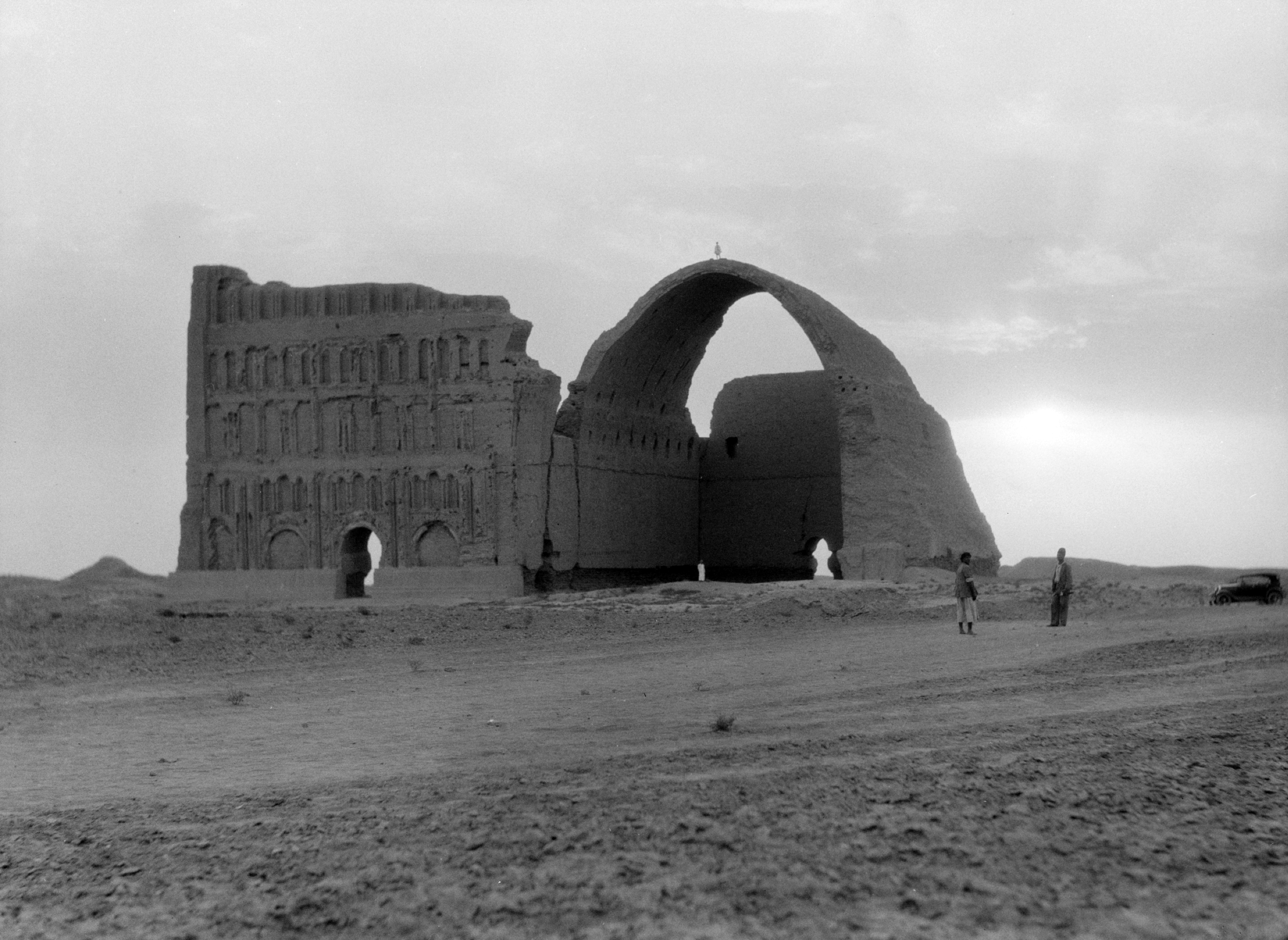
Tak Kisra, 1932

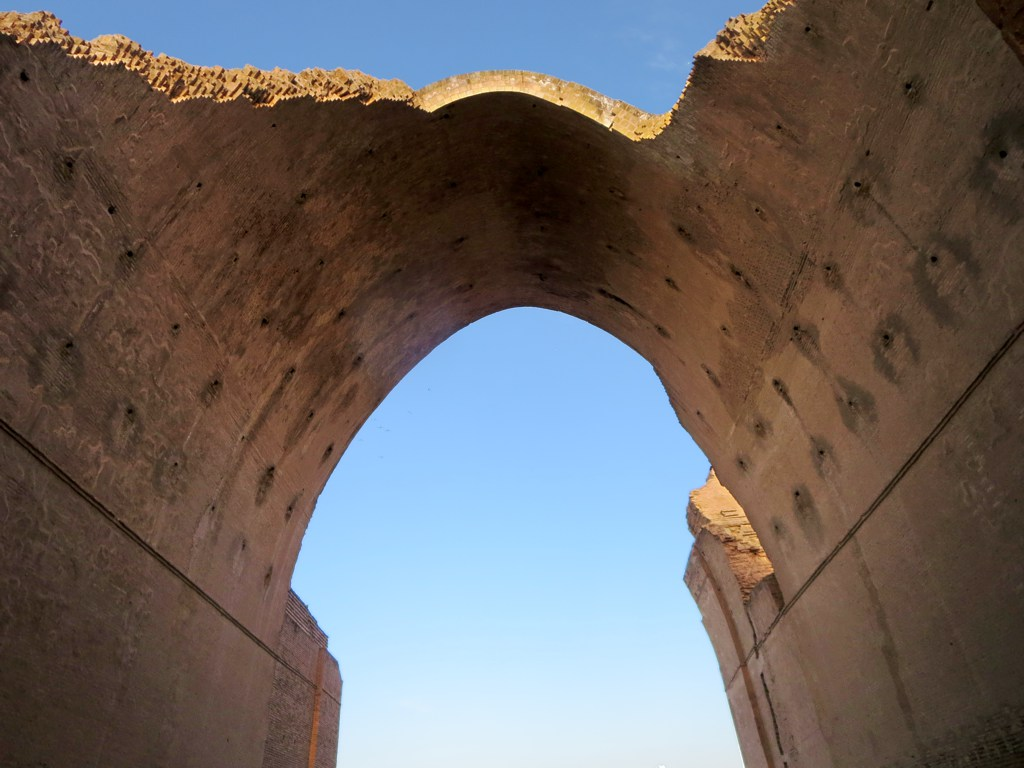
Sklepienie kolebkowe w 2016

Tak Kisra (arab. طاق كسرى, Ṭāq Kisrá; pers. طاق کسری, Ṭāq-e Kesrā także ایوانِ کسری, Ayvān-e Kesrā) – zimowy pałac królewski sasanidzkich władców Persji, najprawdopodobniej z VI wieku, w historycznym Ktezyfonie w Iraku. Do XXI wieku zachowały się jedynie ruiny ejwanu, z ogromnym sklepieniem kolebkowym (pozostałość sali audiencyjnej).

## Położenie
Pałac znajdował się w Ktezyfonie, położonym na wschodnim brzegu Tygrysu, naprzeciwko Seleucji, u ujścia Dijali, około 30 km od Bagdadu. 

## Historia
Data budowy pałacu nie jest do końca znana. Problemy z jej określeniem związane są z mylnym utożsamianiem Tak Kisry z Białym Pałacem przez kronikarzy średniowiecznych oraz z powszechnym użyciem słowa „kisra” jako tytułu wszystkich królów sasanidzkich. 
Hamza Esfahani, cytowany przez Jakuta Ibn Abdallaha al-Hamawiego (1179–1229), przytaczał tłumaczenie Abd Allaha Ibn al-Mukaffy (721–757) z kroniki perskiej, mówiącej, że pałac wzniesiono za panowania perskiego władcy z dynastii Sasanidow Szapura I, który władał Persją w latach 241–272. Takie datowanie uznawał m.in. niemiecki archeolog i iranista Ernst Herzfeld (1879–1948), który w latach 1903–1911 prowadził pierwsze systematyczne badania topograficzne obszaru Seleucji-Ktezyfonu. Hamza natomiast skłaniał się ku tezie, że pałac powstał za panowania Chosroua II Parwiza (591–628). Inne źródła podają, że budowa pałacu została rozpoczęta przez Chosroua I Anoszirwana (531–579) i to datowanie uznawane jest przez współczesnych za najbardziej prawdopodobne.  
Oscar Reuther, prowadzący niemiecką ekspedycje na obydwu brzegach Tygrysu w regionie Seleucji-Ktezyfonu w latach 1928–1929, datował budowę pałacu na VI w. na podstawie charakterystycznego stylu fasady. Ku temu datowaniu skłaniał się również włoski archeolog Giorgio Gullini (1923–2004), prowadzący prace archeologiczne na zachodnim brzegu Tygrysu od 1964 roku. Teza, jakoby pałac powstał w III w., a jego dekoracje w VI w. nie została potwierdzona.   
Perski historyk z X wieku, Ibn al-Faqih, uznawał Tak Kisrę za jeden z cudów świata. Arabski historyk At-Tabari (838–923) odnotował, że kalifowi Al-Mansurowi (712–775) odradzono zburzenie pałacu. 
Ruiny pałacu zostały w jednej trzeciej zniszczone podczas powodzi w 1888 roku. Kolejne zniszczenia przyniosła powódź w 1909 roku. 
W latach 70. XX wieku rozpoczęto renowację – w 1972 ukończono odnawianie skrzydła południowego a w 1975 podjęto prace nad skrzydłem północnym. 

## Architektura
Do XXI wieku zachowały się jedynie ruiny ejwanu z ogromnym sklepieniem kolebkowym bez zastosowania krążyny. Ejwan ma 43,5 m głębokości i 25,5 m szerokości. Według jednych źródeł jest to prawdopodobnie najszersze pojedyncze sklepienie ceglane na świecie, a według innych jedno z największych tego typu sklepień na świecie. 
Jest to pozostałość sali audiencyjnej, która ulokowana była w centralnej części pałacu. Ejwan, wznoszący się na wysokość 35 m, wpisany był w fasadę rozciągającą się na 46 m w obydwie strony, licząc od środka jego łuku. Sześciopiętrowa fasada zdobiona była ciągami ślepych arkad. Ejwan dekorowany był marmurem i szklaną mozaiką. Fragmenty mozaiki zostały znalezione podczas wyprawy w latach 30. XX w. i obecnie znajdują się w Metropolitan Museum of Art w Nowym Jorku. 
Za ejwanem znajdowały się trzy komnaty nakryte kopułami, za którymi rozciągał się dziedziniec i ogród.  

## „Wiosna Chosroua”
Z opisu arabskiego po zdobyciu Ktezyfonu w 637 roku i innych przekazów arabskich wiadomo, że podłogę sali audiencyjnej pokrywał ogromny dywan o wymiarach 27 × 27 metrów, znany jako Bahār-e Kesra – „wiosna Chosroua”, Farš-e zamestānī – „ogród zimowy” lub Bahārestān – „ogród wiosenny”. Wzorem dywanu był wiosenny ogród królewski z owocującymi drzewami, kwiatami w rozkwicie, strumykami i ścieżkami – tkanina miała być bogato haftowana i zdobiona kamieniami szlachetnymi. Po zajęciu Ktezyfonu przez Arabów, dywan został pocięty na kawałki, które zostały rozdane muzułmanom.